# 迪凱特鎮區 (內布拉斯加州伯特縣)
迪凱特鎮區（英語：Decatur Township）是位於美國內布拉斯加州伯特縣的一個行政鎮區。

## 地方資料
迪凱特鎮區的面積為125.69平方千米，當中陸地面積為123.09平方千米，而水域面積為2.60平方千米。根據2020年美國人口普查的數據，當地共有人口576人，而人口密度為每平方千米4.58人。